# Blauen
Pour les articles homonymes, voir Blauen (homonymie).
Blauen est une commune suisse du canton de Bâle-Campagne, située dans le district de Laufon.

## Population

### Surnom
Les habitants de la commune sont surnommés die Gelehrten, soit les savants en allemand.

### Démographie
La commune compte 702 habitants au 31 décembre 2022, pour une densité de population de 98 hab./km2 .
La commune compte 201 habitants en 1771, 337 en 1850, 295 en 1900, 394 en 1950 et 660 en 2000.

## Histoire

Vue aérienne (1950)

Situé sur le flanc sud du massif homonyme dans le Jura, le village est cité pour la première fois en 1147 sous le nom de Blakwan.
Il est situé sur la voie romaine qui mène de la vallée de la Birse à Bâle en passant par le col de Platten. Réunie en 1462 au bailliage de Zwingen, la commune passe sous la juridiction du diocèse de Bâle.
La commune passe des traités de combourgeoisie avec Soleure en 1490 puis avec Bâle en 1525 avant de passer à la réforme protestante en 1529. Le mouvement de la Contre-Réforme mené par les prince-évêques de Bâle fait annuler les traités et, après 1580, fait revenir le village au catholicisme en étant alors rattaché à la paroisse Saint-Martin de Laufon jusqu'en 1619.
Attachée à la République rauracienne de 1792 à 1793, la commune fait ensuite partie des départements français du Mont-Terrible puis du Haut-Rhin entre 1793 et 1814 avant que le Congrès de Vienne n'attribue l'ancien Évêché de Bâle au canton de Berne en 1815. Finalement, la commune rejoint le demi-canton de Bâle-Campagne en 1994.

## Monuments
Dans le village, l'église Saint-Martin date de 1726 et la chapelle de pèlerinage Saint-Wendelin, de 1666.

## Sources
- (de) Cet article est partiellement ou en totalité issu de l’article de Wikipédia en allemand intitulé « Blauen BL » (voir la liste des auteurs).